# Heteromesus spinescens
Heteromesus spinescens är en kräftdjursart som beskrevs av Richardson1908. Heteromesus spinescens ingår i släktet Heteromesus och familjen Ischnomesidae. Inga underarter finns listade i Catalogue of Life.